# Laguna Mellizo
Laguna Mellizo es una laguna en Argentina situada en la Provincia de Neuquén, en la parte suroeste del país, a 1200 km al oeste de la capital, Buenos Aires y se encuentra a una altitud 2010 m s. n. m. Su área es de 0,66 kilómetros cuadrados. El punto más alto cercano es 2808 metros sobre el nivel del mar, 4,3 km al suroeste. Se extiende 1,1 km en dirección norte-sur y 1,4 km en dirección este-oeste.
El entorno alrededor de la laguna Mellizo consiste principalmente en pastizales y su zona está casi deshabitada contando con menos de dos habitantes por kilómetro cuadrado. Un clima interior prevalece en la zona su temperatura media anual se encuentra en torno a  6 °C. El mes más caluroso es enero, cuando la temperatura promedio es 18 ° C y con 24 mm de precipitación, el más frío es julio, con −6 °C. El mes más húmedo es mayo, con un promedio de 202 mm de precipitación, destacando que la media anual es de 1226 milímetros.